# Miguel San Martín
Alejandro Miguel San Martín (Villa Regina, Provincia de Río Negro, Argentina, 6 de enero de 1959) es un ingeniero electrónico. Investigador en la agencia NASA, donde participó en el diseño y desarrollo de diversos sistemas de control para vehículos de exploración, entre ellos de 4 misiones al planeta Marte. Actualmente se desempeña en el JPL como Jefe de Ingeniería para el Guiado, Navegación y Control de sistemas.

## Biografía

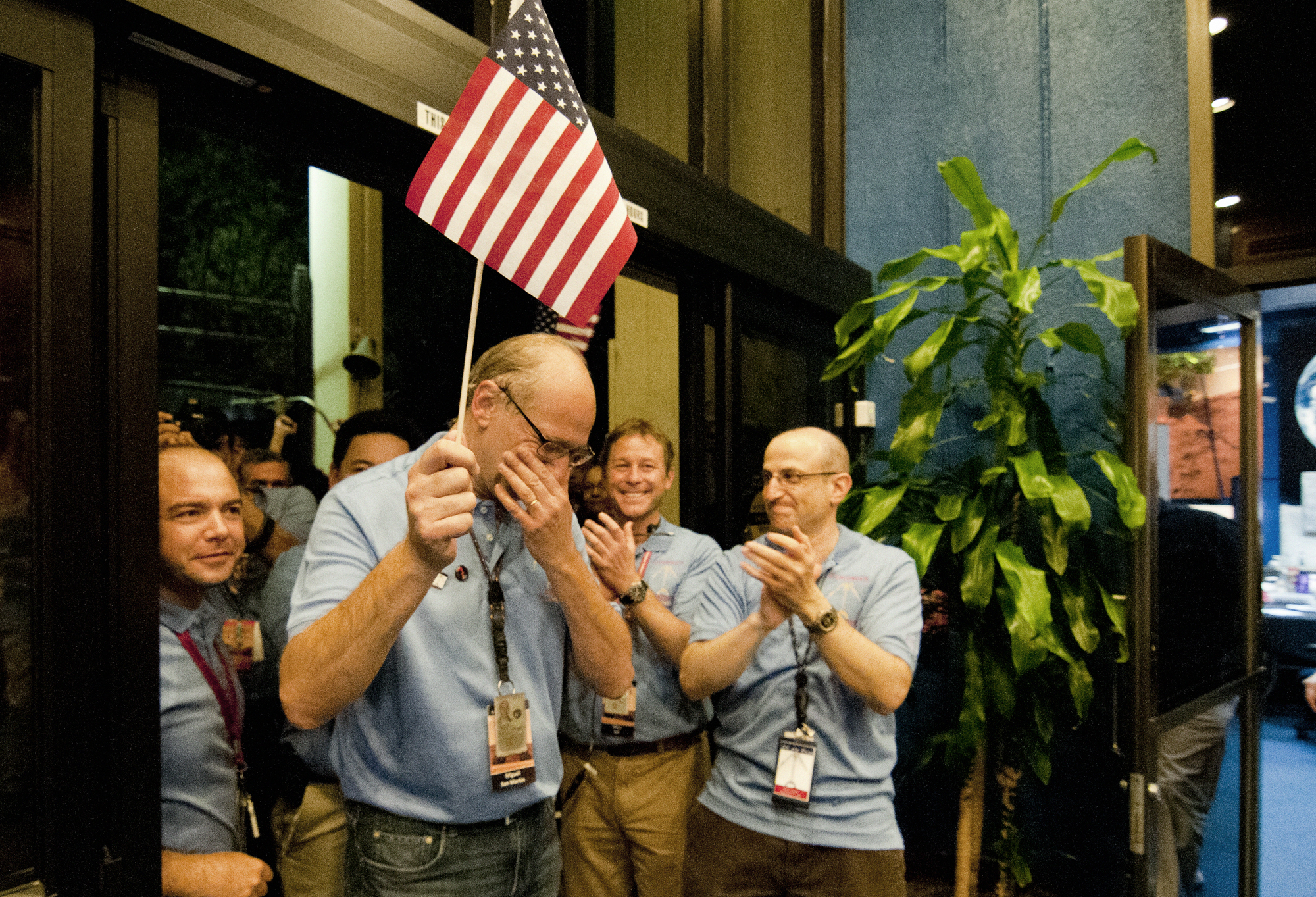
Miguel San Martín llora de alegría mientras dirige el equipo de descenso de Curiosity a una rueda de prensa.

Se graduó de sus estudios secundarios en el colegio industrial Pio IX de Buenos Aires a finales de 1977, luego del cual se mudó a Estados Unidos en 1978 a los 19 años para tomar un curso de inglés, y así poder estudiar ingeniería en electrónica en la Syracuse University donde se recibió como Estudiante de Ingeniería del Año. Luego decidió hacer en el Massachussett Institute of Technology un máster en Ingeniería Aeronáutica y Astronáutica en 1985. En varias oportunidades declaró a la prensa que las misiones Apolo a la Luna, y más tarde el Programa Viking a Marte, lo marcaron de chico en su interés por la exploración espacial.
Actualmente es Jefe de ingeniería y control en el Jet Propulsion Laboratory, lugar en el que trabaja desde 1985, en donde se dedica a analizar los problemas que se presentan durante el aterrizaje de las naves de exploración en otros planetas, lunas o asteroides. Entre sus primeros trabajos para la NASA, se incluye la misión Magallanes a Venus y Cassini a Saturno. Diseñó el sistema de orientación de la nave sobre la base de las estrellas.
Entre otros grandes proyectos en la NASA, trabajó en las misiones Mars Pathfinder (1997) como Jefe de Ingeniería, Mars Exploration Rovers Spirit y Opportunity (2004), y Mars Science Laboratory Curiosity (2012) y fue asesor en las misiones Topex, Mars Polar Lander, Deep Impact y Phoenix. Actualmente se encuentra trabajando en el diseño de un sistema de aterrizaje para la misión hacia la luna de Júpiter, Europa. Luego la misión Pathfinder tuvo un breve paso en una misión que pretendía traer muestras de un cometa a la Tierra, pero por problemas presupuestarios el proyecto fue cancelado 2 años después.
Es Co-inventor del sistema SkyCrane, utilizado exitosamente durante el descenso de la misión Curiosity. Misión en la que también participó en el desarrollo del software para el descenso. También es uno de los ingenieros elegidos para el video "Los 7 minutos de terror de Curiosity" de la NASA en donde explican paso a paso todo lo que sucede en esos minutos cuando la nave desciende a la superficie Marciana.
A pesar de que su lugar de trabajo es en Estados Unidos, participa habitualmente de conferencias en Argentina para difundir el trabajo de la NASA y su rol en el mismo, tanto en universidades o instituciones relacionadas con las ciencias, como en charlas TEDx en donde fue partícipe en al edición TEDx Río de la Plata 2012.
Actualmente trabaja en la misión de enviar otro rover a Marte en 2020 llamada Mars 2020, utilizando los sistemas de guiado y descenso de Curiosity. También formó parte del proyecto InSight.
El 7 de febrero de 2019, fue elegido miembro de la Academia Nacional de Ingeniería de Estados Unidos.

## Premios y reconocimientos
- 1998: JPL Technical Excellence Award - JPL.
- 1998: NASA Exceptional Achievement Medal - Premio por excelencia técnica. Equipo de entrada, descenso y aterrizaje, NASA.[4]
- 2004: NASA Exceptional Service Medal - Premio por habilidad excepcional en el diseño, validación y operaciones de vuelo del sistema de control del Mars Pathfinder, NASA.[4]
- 2007: NASA Group Achievement Award - Desarrollo del Sistema de Estimación de Movimiento de Imagen de Descenso (Descent Image Motion Estimation System, DIMES) para la misión Mars Exploration Rover (MER).[15]
- 2013: Outstanding Engineering Achievement Merit Award - Medalla de servicio excepcional por el desarrollo de los sistemas de navegación, guía y control del Mars Exploration Rover. Consejo de Ingenieros.[4]
- 2013: The Collier Trophy for the Curiosity Team - The National Aeronautic Association
- 2013: The Smithsonian Institution National Air and Space Museum Trophy for Current Achievement. - The Smithsonian Institution National Air and Space Museum
- 2013: El Premio Konex: Diploma al Mérito en Desarrollo Tecnológico - La Fundación Konex.[4]
- 2013: NASA Exceptional Engineering Achievement Medal - NASA
- 2013: Premio Konex de Platino -- Desarrollo Tecnológico - La Fundación Konex.[4]
- 2013: Magellan Award for Outstanding Senior JPL Management - The Jet Propulsion Laboratory
- 2013: NASA Honor Awards -- NASA Group Achievement Award -- MSL Guidance, Navigation, and Control System Team - NASA
- 2013: NASA Honor Awards -- NASA Group Achievement Award -- MSL Entry, Descent, and Landing Team - NASA
- 2013: NASA Honor Awards -- NASA Group Achievement Award -- MSL Project Operations Team - NASA
- 2013: JPL Fellow - The Jet Propulsion Laboratory[16]
- 2013: Best Paper Award -- 23rd AAS/AIAA Space Flight Mechanics Conference - AAS/AIAA[17]